# Masada
31°18′55″N 35°21′13″Ø / 31.31528°N 35.35361°Ø
Masada er en fæstning, der ligger på en næsten 400 m høj klippe med stejle sider i Negevørkenen ved Det Døde Hav i Israel. I 161 – 143 f.Kr. blev der bygget et lille fort på toppen af klippen. Mellem 37 og 34 f.Kr. lod Herodes den Store bygge et palads på den ene ende af plateauet og sikrede, at resten blev godt befæstet. Fæstningen er over 700 m fra nord til syd og over 350 m fra øst til vest.
Myten om Masada lyder, at jøderne i 66 e.Kr. erobrede Masada fra romerne i den Første jødisk-romerske krig, hvor jødiske seperastister kæmpede mod den romerske overmagt. I år 72 begyndte en romersk armé på 15.000 mand under ledelse af prokuratoren Flavius Silva og 10. legion at belejre fæstningen, hvor der var næsten 1000 mænd, kvinder og børn. Mændene i fæstningen kaldtes zeloter. Først i år 73 kunne romerne indtage Masada; forsvarerne begik kollektivt selvmord hellere end at falde i romernes hænder. Denne hændelse gjorde Masada til en symbol for det jødiske modstand mod al fremmed herrevælde. Indtil for nylig aflagde de israelske jægersoldater troskabsed på det symbolske sted. [kilde mangler] Forskningen har dog vist, at historien er meget tvivlsom. Jøderne på Masada var ikke Zeloter men Sicariier, som var frygtede for deres politiske attentater. De flygtede ikke fra romerne, men blev drevet ud af Jerusalem af andre jøder. Gruppen på Masada var altså ikke frihedskæmpere, men attentatmænd som under deres ophold på Masada myrdede og plyndrede løs i nabolandsbyerne for at overleve. Gruppen var fx ansvarlig for en uhyggelig massakre ved Ein Gedi. Den romerske belejring af Masada varede desuden kun 4-8 måneder, og det er tvivlsomt, om der overhovedet var egentlige kampe. [kilde mangler]
Masada blev i 2001 optaget på UNESCO's Verdensarvsliste.
- Mikvéen på Masada.
- Romersk lejr nedenfor Masada under belejringen.